# 영국남자

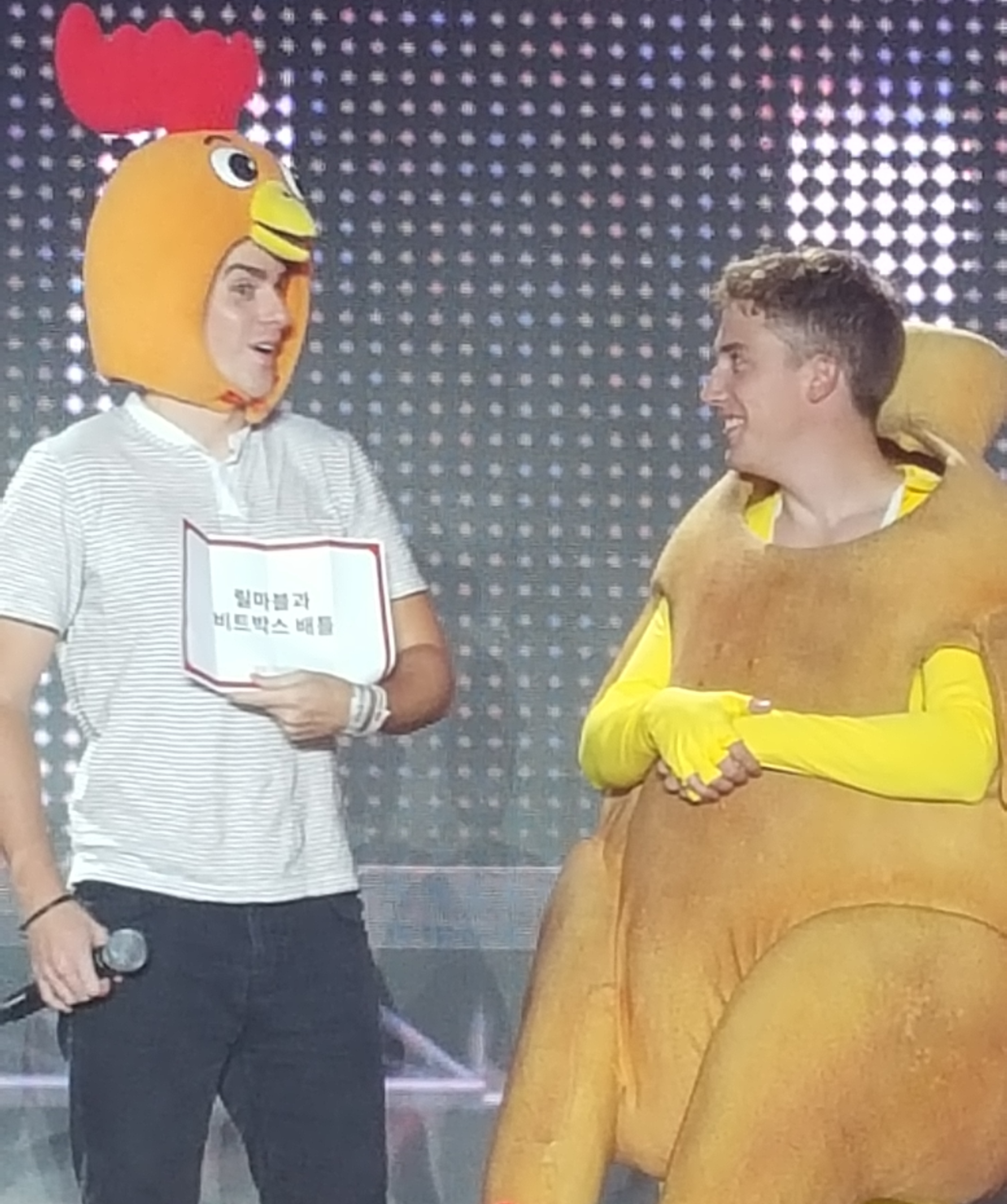
2016년의 영국남자

영국남자(영어: Korean Englishman)는 유튜브 채널이다. 한국 문화와 음식에 대한 영국인의 반응 컨텐츠로 잘 알려져 있다.

## 멤버
- 조쉬(조슈아 캐럿)
- 올리(올리버 존 켄달)